# Ford Zetec

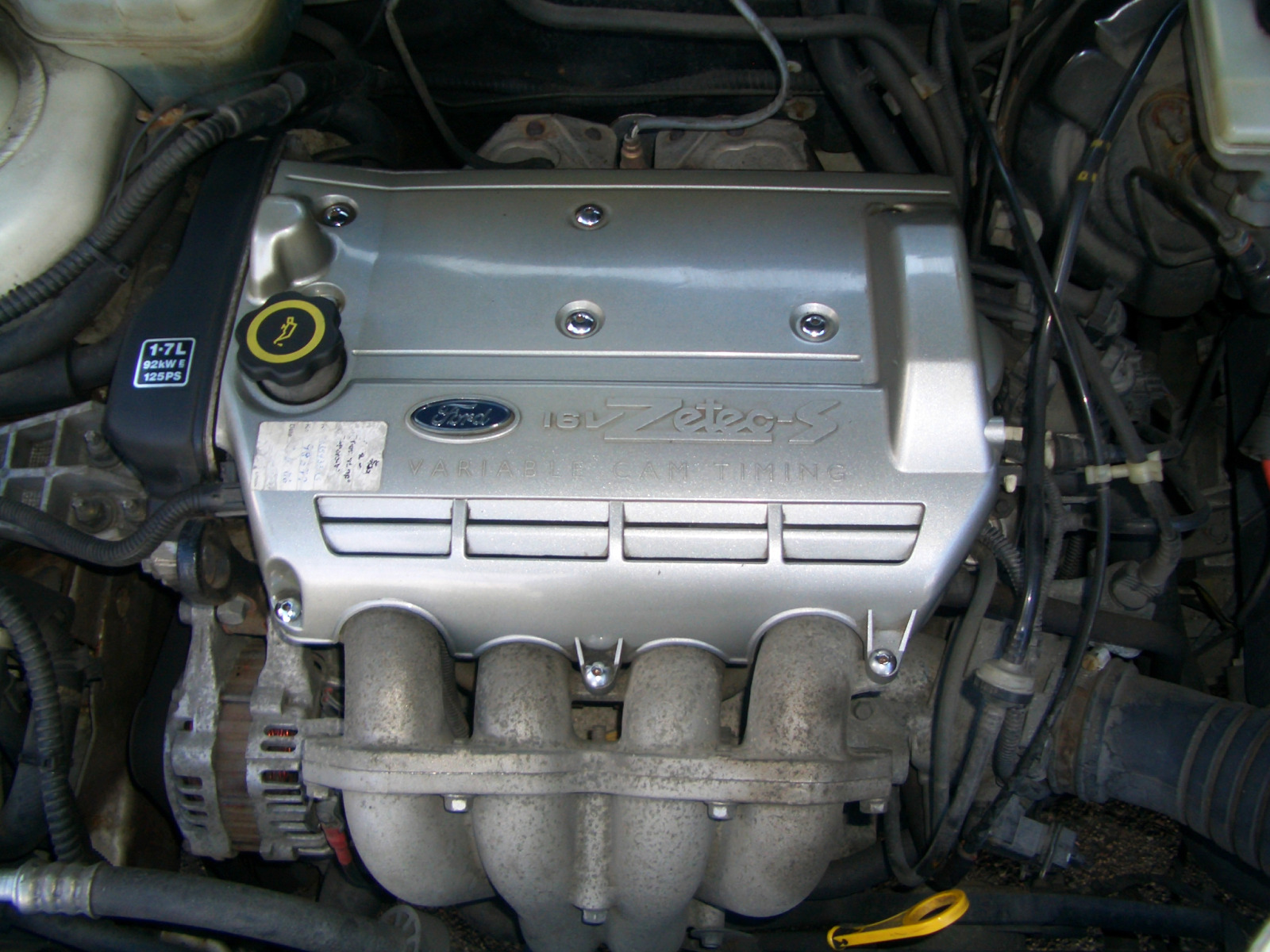
1.7L Ford Zetec-S VCT motor in een Ford Puma

Zetec is de naam die Ford sinds 1991 gebruikt om verschillende typen viercilinderlijnmotoren mee aan te duiden. De naam werd bedacht ter vervanging van "Zeta", omdat deze naam eigendom van Lancia was. De naam werd in eerste instantie uitgebreid gebruikt in advertenties in Europa om later te worden geïntroduceerd in Noord-Amerika.
Omdat de naam zo herkenbaar was geworden, besloot Ford de naam toe te passen op andere viercilindermotoren. De naam wordt tegenwoordig in Europa nog veel gebruikt als benaming voor verschillende motoren, ook al eindigde de productie van de oorspronkelijke Zetamotoren in 2004.

## Formule 1
Van 1994 tot en met 2001 werd de naam Ford Zetec-R gebruikt als benaming voor een aantal Formule 1-motoren. Deze motoren werden echter ontwikkeld en gebouwd door Cosworth.
| Jaar | Naam                                          | Cilinderinhoud                  | Teams                    | Chassis                                |
| ---- | --------------------------------------------- | ------------------------------- | ------------------------ | -------------------------------------- |
| 1994 | Ford Zetec-R v8 (EC)                          | 3.5 L (3494 cc)                 | Benetton                 | Benetton B194                          |
| 1995 | Ford Zetec-R v8 (ECA)                         | 3.0 L (2994 cc)                 | Sauber                   | Sauber C14                             |
| 1996 | Ford JD Zetec-R v10 Ford Zetec-R v8 (ECA)     | 3.0 L (2998 cc) 3.0 L (2994 cc) | Sauber Forti             | Sauber C15 Forti FG03                  |
| 1997 | Ford JD Zetec-R v10 Ford Zetec-R v8 (ECA)     | 3.0 L (2998 cc) 3.0 L (2994 cc) | Stewart MasterCard Lola  | Stewart SF01 Lola T97/30               |
| 1998 | Ford VJ Zetec-R v10 Ford JD Zetec-R v10 (ECA) | 3.0 L (2998 cc) 3.0 L (2998 cc) | Stewart Minardi, Tyrrell | Stewart SF02 Minardi M198, Tyrrell 026 |
| 1999 | Ford VJ Zetec-R v10                           | 3.0 L (2998 cc)                 | Minardi                  | Minardi M01                            |
| 2000 | Ford VJ Zetec-R (Fondmetal) v10               | 3.0 L (2998 cc)                 | Minardi                  | Minardi M02                            |
| 2001 | Ford VJ Zetec-R (European) v10                | 3.0 L (2998 cc)                 | Minardi                  | Minardi PS01                           |